# Noble Art (film)
Pour les articles homonymes, voir Noble art.
Pour plus de détails, voir Fiche technique et Distribution.
Noble Art est un documentaire français réalisé par Pascal Deux, sorti en 2004.

## Synopsis
Dans les coulisses du monde de la boxe, la tentative de retour sur le ring de Fabrice Bénichou, ex-champion du monde.

## Fiche technique
- Titre : Noble Art
- Réalisateur : Pascal Deux
- Photographie : Pascal Deux et Sébastien Deux
- Son : Jean-Michel Chauvet, Michel Desrois, Gaël Sicot
- Montage : Anny Danché
- Production : Buddy Movies
- Pays :  France
- Genre : documentaire
- Durée : 80 minutes
- Date de sortie : France, 1er septembre 2004

## Distribution
- Fabrice Bénichou
- Jean Molina
- Michel Pisaneschi
- Michel Chemin

## Sélection
- 2003 : Festival de Cannes (programmation ACID)